# Deutsche Gesellschaft für Nuklearmedizin
Die Deutsche Gesellschaft für Nuklearmedizin (DGN) ist eine wissenschaftliche Fachgesellschaft, die es sich zum Ziel gesetzt hat, die Nuklearmedizin in Grundlagen- und Anwendungsforschung auf den Gebieten von Diagnostik, Therapie und Strahlenschutz zu fördern. Mitglieder sind überwiegend Ärzte der Fachgebiete Nuklearmedizin und anderer Disziplinen sowie Natur- und Ingenieurwissenschaftler. Jährlich wird eine wissenschaftliche Tagung an wechselnden Orten abgehalten.
Organ der Fachgesellschaft, zusammen mit der ÖGN (Österreichische Gesellschaft für Nuklearmedizin) und der SGN (Schweizerische Gesellschaft für Nuklearmedizin), ist die Zeitschrift „Nuklearmedizin“. In der CME-zertifizierten Fachzeitschrift werden peer-reviewte wissenschaftliche Artikel, hauptsächlich auf Englisch, aber auch auf Deutsch und Französisch publiziert. In speziellen Kongressausgaben der „Nuklearmedizin“ werden die Abstracts der Jahrestagungen der drei Fachgesellschaften publiziert. Die Fachgesellschaft zertifiziert Einrichtungen, die die Positronen-Emissions-Tomographie anwenden.
Die DGN ist seit 1986 Mitglied in der Arbeitsgemeinschaft der Wissenschaftlichen Medizinischen Fachgesellschaften (AWMF), die die Erstellung und Publikation hochwertiger medizinischer Leitlinien koordiniert. Inzwischen sind 14 solcher AWMF-Leitlinien unter Federführung der DGN erschienen. An weiteren 50 Leitlinien war die DGN darüber hinaus beteiligt.